# Fast Lane
Fast Lane (englisch für „Überholspur“) ist ein Lied des US-amerikanischen Rap-Duos Bad Meets Evil, bestehend aus den Rappern Eminem und Royce da 5′9″, das sie zusammen mit dem R&B-Sänger Sly Jordan aufnahmen. Der Song ist die erste Singleauskopplung ihrer EP Hell: The Sequel und wurde am 3. Mai 2011 veröffentlicht.

## Inhalt
| Liedteil   | Künstler                 |
| 1. Strophe | Royce da 5′9″            |
| 2. Strophe | Eminem                   |
| Refrain    | Sly Jordan               |
| 3. Strophe | Royce da 5′9″ und Eminem |
| 4. Strophe | Royce da 5′9″ und Eminem |

Fast Lane ist dem Genre Battle-Rap zuzuordnen und enthält textlich viele Wortspiele, Vergleiche und Metaphern sowie sogenannte Punchlines, mit denen imaginäre Gegner „gedisst“ werden. Eminem und Royce da 5′9″ preisen sich vor allem selbst und zelebrieren ihr Leben auf der „Überholspur.“ Dabei stellen sie ihre Rapfähigkeiten in den Mittelpunkt, indem sie zahlreiche schnelle Doubletime-Passagen rappen.

“I’m livin’ life in the fast lane

Movin’ at the speed of life and I can’t slow down

Only got a gallon in the gas tank

But I’m almost at the finish line, so I can’t stop now

I don’t really know where I’m headed, just enjoyin’ the ride

Just gon’ roll ’til I drop and ride ’til I die

I’m livin’ life in the fast lane – pedal to the metal”

## Produktion
Der Song wurde von dem jamaikanischen Musikproduzenten Supa Dups, zusammen mit Eminem und JG als Co-Produzenten, produziert. Alle drei fungierten neben Royce da 5′9″, Luis Resto und Sly Jordan ebenfalls als Autoren.

## Musikvideo
Bei dem zu Fast Lane gedrehten Musikvideo führte der Regisseur James Larese (von Syndrome) Regie. Es feierte am 8. Juni 2011 Premiere und verzeichnet auf YouTube über 140 Millionen Aufrufe (Stand Juli 2020).
Darin rappen Eminem und Royce da 5′9″ in einer leeren Fabrikhalle, wobei durchgehend zum Inhalt passende, meist lustige Bild- und Textanimationen eingeblendet werden. Beide Rapper interagieren mit den Animationen und fahren beispielsweise während des Refrains in einem gezeichneten Auto. Am Ende des Videos sind neben den Protagonisten und Sly Jordan auch der Rapper Mr. Porter und die Rapgruppe Slaughterhouse zu sehen.

## Single

### Covergestaltung
Das Singlecover ist schlicht gehalten und zeigt den typischen Bad Meets Evil-Schriftzug in Grau auf schwarzem Grund. Der obere Teil des Covers besitzt einen weißen Hintergrund, während sich der Titel Fast Lane in weißen Buchstaben am unteren Bildrand befindet.

### Chartplatzierungen
Fast Lane erreichte Platz 32 in den US-amerikanischen Singlecharts und konnte sich zwei Wochen in den Top 100 halten. Im Vereinigten Königreich belegte der Song Rang 66 und hielt sich drei Wochen lang in den Top 100. Dagegen konnte sich das Lied im deutschsprachigen Raum nicht in den Charts platzieren.
| ChartsChartplatzierungen       | Höchstplatzierung | Wochen |
| ------------------------------ | ----------------- | ------ |
| Vereinigte Staaten (Billboard) | 32 (2 Wo.)        | 2      |
| Vereinigtes Königreich (OCC)   | 66 (3 Wo.)        | 3      |

### Auszeichnungen für Musikverkäufe
Fast Lane wurde im Jahr 2012 für mehr als 500.000 Verkäufe in den Vereinigten Staaten mit einer Goldenen Schallplatte ausgezeichnet. Im Vereinigten Königreich erhielt der Song 2025 für über 400.000 verkaufte Einheiten ebenfalls Gold.

| Land/Region                  | Auszeichnungen für Musikverkäufe (Land/Region, Auszeichnung, Verkäufe) | Verkäufe |
| ---------------------------- | ---------------------------------------------------------------------- | -------- |
| Brasilien (PMB)              | Gold                                                                   | 30.000   |
| Dänemark (IFPI)              | Gold                                                                   | 45.000   |
| Vereinigte Staaten (RIAA)    | Gold                                                                   | 500.000  |
| Vereinigtes Königreich (BPI) | Gold                                                                   | 400.000  |
| Insgesamt                    | 4× Gold ·                                                              | 975.000  |

Hauptartikel: Eminem/Auszeichnungen für Musikverkäufe